# Алексич, Александар
Александар Алексич (серб. Александар Алексић / Aleksandar Aleksić; 13 апреля 1992, Шабац) — сербский гребец-байдарочник, выступал за сборную Сербии в первой половине 2010-х годов. Участник летних Олимпийских игр в Лондоне, бронзовый призёр чемпионата Европы, победитель этапа Кубка мира, многократный победитель и призёр регат национального значения.

## Биография
Александар Алексич родился 13 апреля 1992 года в городе Шабац Мачванского округа, Югославия. Активно заниматься греблей начал в 2004 году в возрасте двенадцати лет. На юниорском уровне наивысшее достижение — четвёртое место на чемпионате Европы 2009 года. Перейдя во взрослый спорт, в 2011 году поучаствовал в чемпионате мира в венгерском Сегеде и занял восьмое место в четвёрках на тысяче метрах.
Первого серьёзного успеха на взрослом международном уровне добился в сезоне 2012 года, когда попал в основной состав сербской национальной сборной и побывал на чемпионате Европы в хорватском Загребе, откуда привёз награду бронзового достоинства, выигранную в зачёте четырёхместных байдарок на дистанции 1000 метров.
Благодаря череде удачных выступлений удостоился права защищать честь страны на летних Олимпийских играх в Лондоне. Стартовал здесь в километровой дисциплине байдарок-четвёрок совместно с такими гребцами как Миленко Зорич, Деян Терзич и Эрвин Холперт — с пятого места квалифицировался на предварительном этапе и затем на стадии полуфиналов финишировал седьмым, расположившись в итоговом протоколе соревнований на девятой строке.
После лондонской Олимпиады Алексич остался в основном составе гребной команды Сербии и продолжил принимать участие в крупнейших международных регатах. Так, в 2013 году он одержал победу на этапе Кубка мира в Сегеде, став лучшим в четвёрках на тысяче метрах. Год спустя стартовал на молодёжном чемпионате мира в Сегеде и на Кубке мира в дисциплинах двухместных байдарок на дистанциях 500 и 1000 метров. Несмотря на довольно неплохие результаты, в 2014 году Александар Алексич принял решение завершить карьеру профессионального спортсмена.